# 河流州
河流州（英語：Rivers State，有時簡稱Rivers）是奈及利亞36州之一，於1967年成立，位於奈及利亞南部的尼日河三角洲上。河流州北邊是伊莫州和阿比亞州，東邊是阿誇伊博姆州，西邊是巴耶爾薩州和三角洲州。州首府哈科特港是奈及利亞石油工業的商業中心。
本州人口5,198,716（2006年），是奈及利亞人口第六多的州。河流州的人口組成相當多元，是許多少數民族的家園，包括奧戈尼人、伊克韋雷人、伊爵人、奧克里卡人（Okrika）。據說河流州使用 28 種本地語言。
河流州的經濟以石油工業為主，雖然帶來收入，但管理不善和腐敗使該州無法有效解決貧困問題。在 2000 年代，本州內發生的邪教殺人事件增加。 2019 年，州長埃森沃·尼索姆·維克宣布河流州為基督教州，帶來了一些爭議。

## 地理環境

### 氣候
本州降雨呈現季節性，雨季（ 3 月和 10 月到 11 月之間）雨量大且多變，在 7 月達到高峰，持續時間超過 290 天。乾季是一月和二月，但在乾季某些地區仍有高達 150 毫米（6 英寸）的降雨量。大部分時間裡，相對濕度很少低於 60%，並且在 90% 到 100% 之間波動。年總降雨量在沿海約 4,700 毫米（185 英寸），北方邊境約 1,700 毫米（67 英寸）。在沿海的邦尼（Bonny）為 4,698 毫米（185 英寸），在德格瑪（Degema）為 1,862 毫米（73 英寸）。首府哈科特港，全年氣溫相對穩定，四季變化不大。平均溫度通常在 25 到 28 °C（77 到 82 °F）之間。

### 地表
河流州的地表大分為三區：淡水沼澤、紅樹林沼澤和沿海沙脊。淡水沼澤區從紅樹林沼澤向北延伸。地勢海拔不到20公尺，由於是尼日河下游的漫灘，但地表有較多的淤泥和粘土，更容易受到河流洪水的常年淹沒。洪氾區的總厚度在東北地區約為 45公尺厚，在西南的沙脊區超過 9公尺。在沿海沙脊，土壤多為沙質或砂質壤土。有多種作物，包括椰子、油棕、酒椰樹和千年芋（cocoyam）。河流州較乾燥的高地地區佔陸地面積的 61%。